# Aeroportul Regional Northeast Ohio
Aeroportul Regional Northeast Ohio (IATA: JFN, ICAO: KHZY, FAA LID: HZY) este un aeroport din Ohio, Statele Unite ale Americii ce deservește zona Comitatul Ashtabula. A fost numit după zona deservită.
Situat la o altitudine de 282 m, aeroportul dispune de 1 pistă.

## Infrastructură

### Piste
Aeroportul dispune de o singură pistă. Pista 8/26 are suprafața de asfalt și dimensiunile 5.197 picioare × 100 picioare. 